# فرو اصطناعي
الفرو الاصطناعيّ هو قماش وبريّ صُمم ليكون له مظهر ودفء فرو الحيوانات.